# Lo Toscar
Bolantàs és una partida del terme municipal de Tremp, al Pallars Jussà, dins de l'antic terme ribagorçà de Sapeira.
Està situada cap a la meitat de la vall del barranc d'Escarlà, a l'esquerra d'aquest barranc, a la zona on hi aflueixen les Carboneres i la Boïga Vella. És en els contraforts nord-occidentals del cim d'Espills.